# Marela
Marela is een geslacht van vlinders van de familie dikkopjes (Hesperiidae), uit de onderfamilie Eudaminae.

## Soorten
- M. tamyris Mabille, 1903
- M. tamyroides (Felder & Felder, 1867)